# Kilómetro 325, Mexiko
Kilómetro 325 är en ort i Mexiko.   Den ligger i kommunen Catazajá och delstaten Chiapas, i den sydöstra delen av landet, 800 km öster om huvudstaden Mexico City. Kilómetro 325 ligger 66 meter över havet och antalet invånare är 107.
Terrängen runt Kilómetro 325 är huvudsakligen platt. Kilómetro 325 ligger uppe på en höjd. Runt Kilómetro 325 är det ganska glesbefolkat, med 34 invånare per kvadratkilometer. Närmaste större samhälle är Palenque, 13,7 km sydost om Kilómetro 325. Trakten runt Kilómetro 325 består till största delen av jordbruksmark.